# Crisis del siglo XIV

Ciudadanos de Tournai (actualmente en Bélgica) enterrando víctimas de peste.

Crisis del siglo XIV es la denominación historiográfica de uno de los períodos que puede considerarse como de crisis secular o crisis general, al menos para Europa y la cuenca del Mediterráneo. Temporalmente abarca el tramo final de la Edad Media, hasta la recuperación de la población, el dinamismo económico y el nuevo vigor cultural que trajeron el Renacimiento y la Era de los descubrimientos. En las interpretaciones de la historia de la civilización occidental se la considera un factor determinante para explicar la transición de la Edad Media a la Edad Moderna.
La Gran Hambruna de 1315-1317 y la Peste Negra de 1347-1351 redujeron potencialmente la población europea a la mitad o más cuando el Período Cálido Medieval llegó a su fin y comenzó el primer siglo de la Pequeña Edad del Hielo. Fue necesario hasta 1500 para que la población europea recuperara los niveles de 1300.

## Causas
Las causas fundamentales de la crisis del siglo XIV fueron:
- Un posible origen en una crisis climática (se habla de disminución de las temperaturas tras el denominado óptimo medieval que permitió las vides en Inglaterra) o crisis ambiental, vinculados ambas a ciclos naturales o esta última a los rendimientos decrecientes de actividades agrícolas y ganaderas que habían alcanzado un "techo tecnológico" simultáneamente a la presión de un crecimiento demográfico lento, pero mantenido al menos desde el año 1000. La Gran Hambruna de 1315-1317 marcó el inicio del siglo. La posibilidad de encontrar circunstancias climáticas y ambientales semejantes en la misma época pero otros contextos geográficos (lo que convertiría a la crisis del siglo XIV en una verdadera crisis general a nivel global) ha sido objeto de investigación: concretamente la civilización Jemer de Angkor (Camboya) tuvo un auge y declive compatible con un modelo semejante, que se ha atribuido a variaciones de El Niño y a su propia sobreexplotación del medio.[2]
- La terrible crisis demográfica vinculada a la peste negra o peste bubónica de 1348 y las epidemias que se sucedieron cíclicamente durante los decenios siguientes, que redujeron la población de Europa en no menos de un tercio.
- Los desequilibrios económicos que afectaron a todos los sectores y cambios en el uso de la tierra (equilibrio entre agricultura y ganadería, alteración de las rudimentarias estructuras tradicionales del comercio y el crédito, etc.)
- Las convulsiones sociales, políticas e ideológicas que la siguieron:
  - Las concentraciones de herencias, la confusión en los gremios, el aumento relativo de la importancia de las ciudades.
  - La desestabilización definitiva de las cadenas de vasallaje, recrudecimiento de los conflictos militares (guerra de los Cien Años) frente al clima de relativa seguridad percibida desde el final de la época de las invasiones de la Alta Edad Media; aumento del poder de los reyes en Europa Occidental que superan el concepto de monarquía feudal y avanzan en la conformación de las monarquías autoritarias.
  - El aumento de la piedad extrema (flagelantes, danzas de la muerte, mística), la crisis de la ortodoxia religiosa (Cisma de Occidente, movimientos calificados como heréticos -husitas, lolardos, fraticelli-) la crisis de la escolástica, la evolución del arte gótico puro al gótico flamígero en la mayor parte de Europa Occidental y, simultáneamente, en Italia, el surgimiento de las condiciones intelectuales del denominado Prerrenacimiento (Petrarca, Bocaccio, Giotto), etc.

Propagación de la peste negra en Europa.

El conjunto de los fenómenos ligados a esta crisis secular se ha interpretado, desde el punto de vista del materialismo histórico, como el comienzo de la transición del feudalismo al capitalismo que se produce desde finales de la Edad Media. En perspectiva histórica supone un periodo secular de transición entre modos de producción (feudal y capitalista) que no finalizará hasta el final del Antiguo Régimen y el comienzo de la Edad Contemporánea, con lo que tanto este último periodo medieval como la Edad Moderna entera cumplen un papel similar y cubren una similar extensión temporal (500 años) a lo que significó la Antigüedad Tardía para el comienzo de la Edad Media (la transición entre el modo de producción esclavista y el modo de producción feudal).
La ley de rendimientos decrecientes empezó a mostrar sus efectos a medida que el dinamismo de los campesinos forzó la roturación de tierras marginales y las lentas mejoras técnicas no podían sucederse a un ritmo semejante. La coyuntura climática cambió, acabando con el denominado óptimo medieval que permitió la colonización de Groenlandia y el cultivo de vides en Inglaterra. Las malas cosechas condujeron a hambrunas que debilitaron físicamente a las poblaciones, preparando el terreno para que la peste negra de 1348 fuera una catástrofe demográfica en Europa. La repetición sucesiva de epidemias caracterizó un ciclo secular.

## Consecuencias

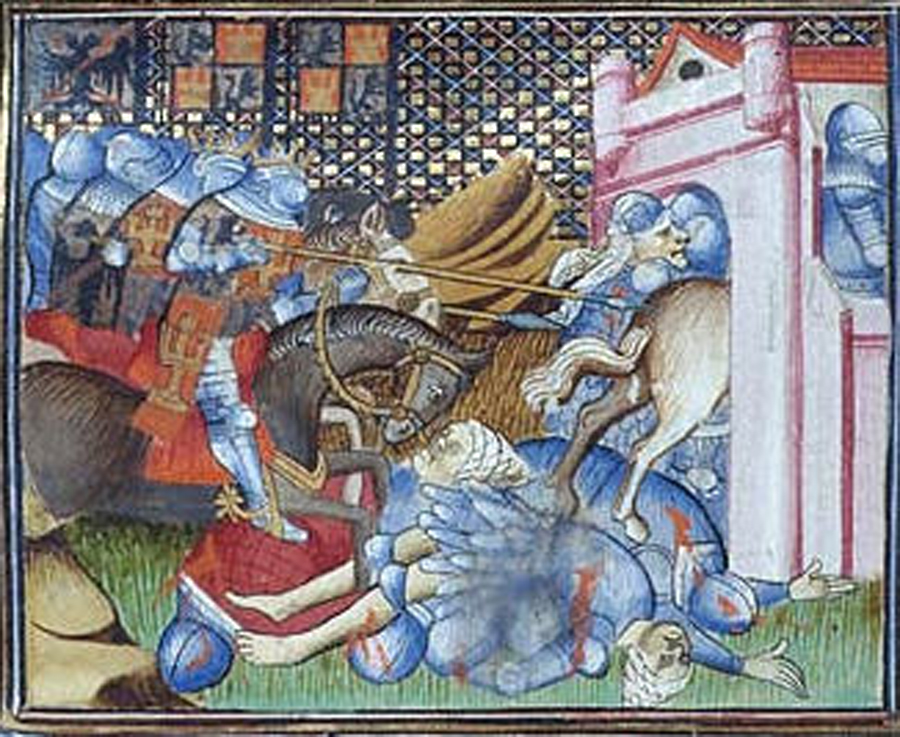
Detalle de una ilustración de la Batalla de Montiel, ocurrida durante la primera guerra civil castellana.

Las consecuencias no fueron negativas para todos. Los supervivientes acumularon inesperadamente capital en forma de herencias, que pudo en algunos casos invertirse en empresas comerciales, o acumularon inesperadamente patrimonios nobiliarios. Las alteraciones de los precios de mercado de los productos, sometidos a tensiones nunca vistas de oferta y demanda cambió la forma de percibir las relaciones económicas: los salarios (un concepto, como el de circulación monetaria ya de por sí disolvente de la economía tradicional) crecían al tiempo que las rentas feudales pasaron a ser inseguras, obligando a los señores a decisiones difíciles. Alternativamente primero tendieron a ser más comprensivos con sus siervos, que a veces estuvieron en situación de imponer una nueva relación, liberados de la servidumbre; mientras que en un segundo momento, sobre todo tras algunas rebeliones campesinas fracasadas y duramente reprimidas, impusieron en algunas zonas una nueva refeudalización, o cambios de estrategia productiva como el paso de la agricultura a la ganadería (expansión de la Mesta).

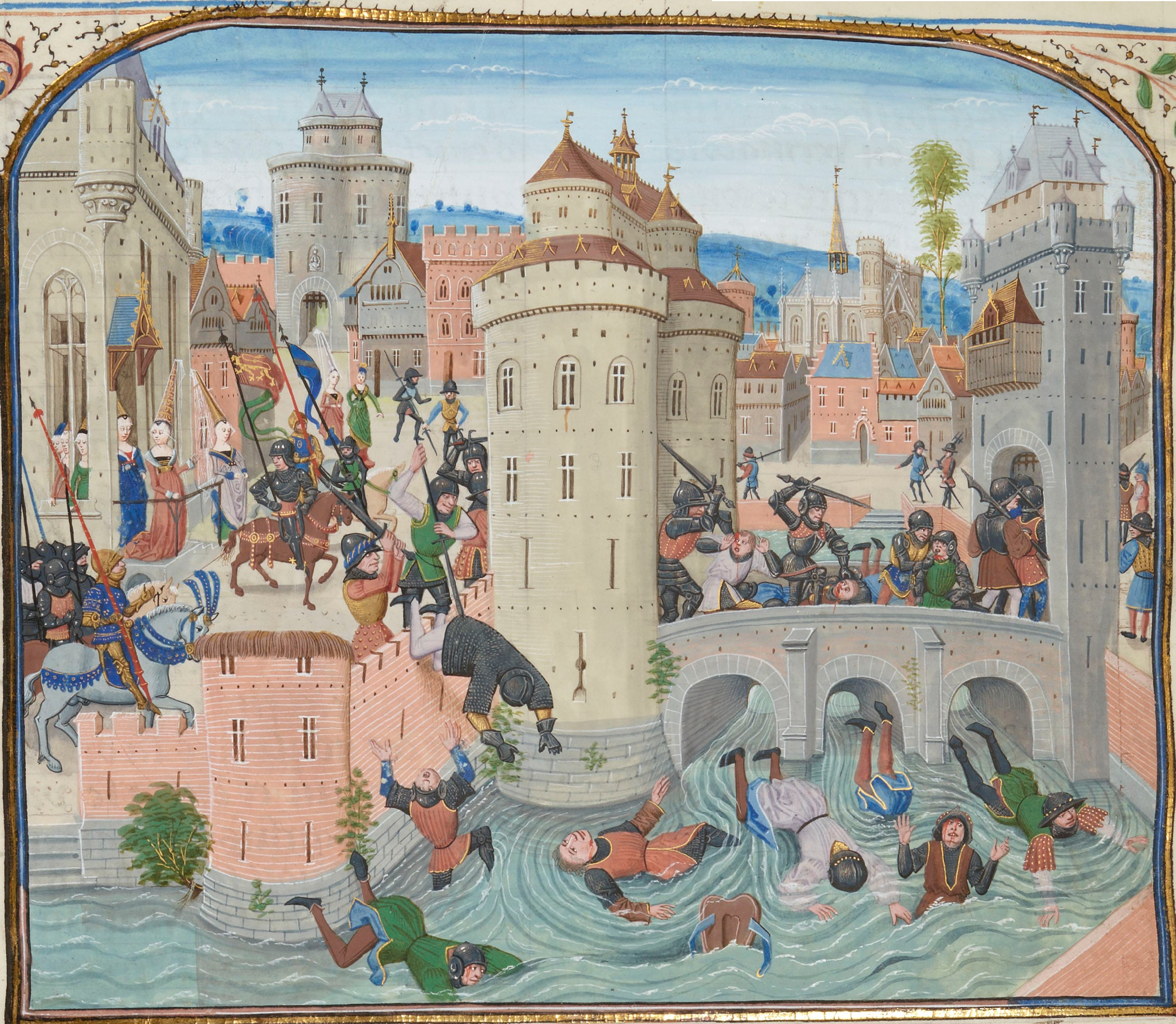
Ilustración medieval que muestra a las tropas de Gastón Febo y Juan de Grailly derrotando a los jacques y los parisinos en Meaux, durante la revuelta campesina de la Grande Jacquerie.

El negocio lanero produjo curiosas alianzas internacionales e interestamentales (señores ganaderos, mercaderes de la lana, artesanos de paños) que suscitaron verdaderas guerras comerciales (en ese sentido se ha podido interpretar las cambiantes alianzas y divisiones internas Inglaterra-Francia-Flandes durante la Guerra de los Cien Años en la que Castilla se implicó en su propia guerra civil). Únicamente los nobles con más capacidad (demostrada la mayor parte de las veces por el despojo de nobles con menos capacidad) pudieron convertirse en una gran nobleza o aristocracia de grandes casas nobiliarias, mientras que la pequeña nobleza se empobrecía, reducida a la mera supervivencia o a la búsqueda de nuevos tipos de ingresos en la creciente administración de las monarquías, o a los tradicionales de la Iglesia.
En las instituciones del clero también se va abriendo un abismo entre el alto clero de obispos, canónigos y abades y los curas de parroquias pobres; y el bajo clero de frailes o clérigos vagabundos, de opiniones teológicas difusas, o bien supervivientes materialistas en la práctica, goliardos o estudiantes sin oficio ni beneficio.
En las ciudades, la alta burguesía y la baja burguesía viven un similar proceso de separación de fortunas, que hace imposible mantener que un aprendiz o incluso un oficial o un maestro de taller pobre tenga algo que ver con un mercader enriquecido por el comercio a larga distancia de la Hansa o las ferias de Champaña y de Medina, o un médico o un letrado salidos de la universidad para entrar en la alta sociedad. Se va abriendo paso la posibilidad (antes inaudita) de que la condición social dependa más de la capacidad económica (no necesariamente ligada siempre a la tierra) que del origen familiar.
Frente al mundo medieval de los tres órdenes, basado en una economía agraria y firmemente ligada a la posesión de la tierra, emerge un mundo de ciudades basado en una economía comercial. Los centros de poder se desplazan hacia los nuevos burgos. Estos reequilibrios se vieron reflejados en los campos de batalla, ya que los caballeros feudales empezaron a ser superados por el desarrollo de técnicas militares como el arco de tiro largo, arma que los ingleses usaron para barrer a los franceses en la Batalla de Agincourt, en 1415, o la pica, usada por la infantería de mercenarios suizos. Es en esta época cuando reaparecen los primeros ejércitos profesionales, compuestos por soldados a los que no les une un pacto de vasallaje con su señor sino la paga.
Las nuevas ideas religiosas -que se adaptan mejor a la forma de vida de la burguesía que a la de los privilegiados- ya estuvieron en el fermento de las herejías que se habían producido previamente, a partir del siglo XII (cátaros, valdenses), y que habían encontrado eficaz respuesta en las nuevas órdenes religiosas mendicantes, insertas en el entorno urbano; pero en los últimos siglos medievales el husismo o el wycliffismo tienen una mayor proyección hacia lo que será la Reforma protestante del siglo XVI. El milenarismo (flagelantes) convivía con el misticismo (Tomás de Kempis) y los desórdenes y corrupción de costumbres en la Iglesia que culminaron en el cisma de Occidente. Los intentos de imprimir mayor racionalidad al catolicismo ya venían estando presentes desde la cumbre de la escolástica de los siglos XII y XIII con Pedro Abelardo, Tomás de Aquino o Roger Bacon; pero ahora esa escolástica se enfrenta a su propia crisis y cuestionamiento interno, con Guillermo de Ockham o Duns Scoto). La mentalidad teocéntrica iba lentamente dando paso a una nueva antropocéntrica, en un proceso que culminará con el humanismo del siglo XV, en lo que ya puede denominarse Edad Moderna.
El desafío al monopolio económico, social, político e intelectual de los privilegiados, creaba lentamente nuevos espacios de poder en beneficio de los reyes, así como un lugar cada vez más amplio para la burguesía. Aunque la mayor parte de la población siguió siendo campesina, lo cierto es que el impulso y las novedades ya no provenían del castillo o el monasterio, sino de la Corte y la ciudad. Entre tanto, el amor cortés (procedente de la Provenza del siglo XI) y el ideal caballeresco se revitalizaron y pasaron a convertirse en una ideología justificativa del modo de vida nobiliario justo cuando este empezaba a estar en cuestión, viviendo una época dorada, obviamente decadente, localizada en el período de esplendor del ducado de Borgoña, que reflejó Johan Huizinga en su magistral El otoño de la Edad Media.

## El comienzo de la recuperación
A partir del siglo XV, a medida que los efectos de la crisis disminuían, Europa comenzó a experimentar cierta recuperación, que se manifestó en diversos aspectos. En primer lugar, la población comenzó a crecer nuevamente. Uno de los factores que contribuyeron a ello fue la disminución de las guerras y las epidemias que habían asolado el continente durante el siglo XIV. Al mismo tiempo, al aumentar la población, la demanda de productos agrícolas y la cantidad de mano de obra disponible para los trabajos rurales fueron mayores. Además la producción agrícola se vio favorecida por algunos adelantos técnicos (mejoras de los arados y de los sistemas de irrigación) y por la incorporación a la agricultura de tierras que habían sido abandonadas durante la crisis.
El aumento de la producción agrícola fue acompañado por un crecimiento de las manufacturas y las actividades comerciales. En el primer caso, en esa época surgió una nueva forma de producción manufacturera, que recibió el nombre de trabajo rural domiciliado: con materias primas y créditos facilitados por los comerciantes, los campesinos producían manufacturas en sus aldeas. Luego, vendían sus productos a los comerciantes, quienes lo comercializaban en las ciudades. El aumento de producción de manufacturas, junto con otros factores, como la mejora de los caminos y el perfeccionamiento de los medios de pago, impulsó un significativo crecimiento en los intercambios comerciales.

## Excepciones a la crisis
Fue justamente el siglo XIV durante el cual los reinos de Hungría, Polonia y Bohemia se fortalecieron política y económicamente, surgiendo por encima de los Estados vecinos. En Hungría Carlos I y Luis I reformaron la economía y el sistema de impuestos, y valiéndose de la explotación de oro y plata catapultaron el reino a una nueva situación privilegiada, caracterizada por estabilidad interna y gran prosperidad militar. Luis I conquistó el reino de Nápoles, y muchos pequeños principados satélites pasaron definitivamente bajo la tutela feudal de Hungría. Interviniendo en la política francesa, polaca, checa e italiana, los dos reyes de la Casa de Anjou gobernaron un reino que no sufrió las calamidades de la peste negra.
El reino de Bohemia siendo gobernado por Juan I se convirtió en el centro de la cultura, abriendo paso posteriormente a la creación de la universidad de Praga y al fortalecimiento del reino bajo Carlos de Luxemburgo, quien también fue posteriormente emperador germánico. Wenceslao IV continuó la obra de sus ancestros, pero eventualmente su mala gestión agravó la situación del reino, que entró en declive tras la muerte de Carlos de Luxemburgo.
Polonia adquirió gran fuerza bajo el reinado de Vladislao I el Estado comenzó a cobrar estabilidad interna, y su hijo Casimiro III restauró las fronteras originales, que ya se habían fracturado. De esta manera curiosa, cuando Estados como Inglaterra, Francia, Nápoles, el Sacro Imperio, Castilla y Aragón se hallaban sumidos en una oscura crisis durante este siglo, Europa Central estaba más bien envuelta en prosperidad y se fortalecía paulatinamente.